# Смычково
Смычково — посёлок железнодорожной станции в Заклинском сельском поселении Лужского района Ленинградской области.

## История
По данным 1966 года в состав Раковенского сельсовета входила деревня Смычково.
По данным 1973 и 1990 годов посёлок при станции Смычково входил в состав Лужского сельсовета.
В 1997 году в посёлке при станции Смычково Заклинской волости проживали 8 человек, в 2002 году — 5 человек (все русские).
В 2007 году в посёлке при станции Смычково Заклинского СП проживали 4 человека.

## География
Посёлок при станции расположен в юго-восточной части района к югу от автодороги 41К-141 (Великий Новгород — Луга). у остановочного пункта Смычково на железнодорожной линии Луга — Батецкая.
Расстояние до административного центра поселения — 12 км.

## Демография
| 1997 | 2007 | 2010 | 2017 |
| ---- | ---- | ---- | ---- |
| 8    | ↘4   | ↘2   | ↘1   |

## Улицы
Железнодорожная.